# Stacey Farber
Stacey Farber Anne (née le 25 août 1987) est une actrice canadienne qui est connue pour son rôle Eleanor "Ellie" Nash dans la série télévisée Degrassi : La Nouvelle Génération. Elle y joue un rôle récurrent dans la saison 2 et régulier depuis la saison 3 jusqu'à la saison 7. Elle a ensuite interprété Jessie Hill dans la série 18 to Life avec son compatriote qui lui aussi est canadien Michael Seater de la série Derek.

## Biographie
Stacey est née à Toronto, en Ontario. Elle est diplômée en 2005 dans une école privée réservées aux filles à Branksome Hall. Elle a effectué sa première année d'université à l'Université York à Toronto au Canada. Elle étudie actuellement à Eugene Lang College à New York, et a été stagiaire à Teen Vogue. Elle a terminé son stage en mai 2008. Sa dernière inscription a été faite le 8 mai 2008. 
Elle est amie avec sa co-star Lauren Collins de Degrassi : La Nouvelle Génération. En réalité, les deux partagent un appartement avec Adamo Ruggiero, comme ils le faisaient dans la série.

## Filmographie
- 2001 : Jeux à quatre (Games at Four)
- 2001 : Bagatelle de Johanna Mercer (court métrage)
- 2002 : Narc - Young Kathryn
- 2004 : Doc - Lacy Sanders (1 épisode)
- 2004 : Dark Oracle - Mary
- 2005 : Jay and Silent Bob Do Degrassi - Ellie Nash
- 2006 : Orpheus - Patty
- 2006 : Booky Makes Her Mark - Audrey
- 2007 : King of Sorrow - Des
- 2008 : Rewind - Georgina Beckett
- 2002–2008 : Degrassi : La Nouvelle Génération - Ellie Nash (123 épisodes)
- 2009 : Degrassi Goes Hollywood - Ellie Nash
- 2010 : Flashpoint - Tracey (1 épisode)
- 2010 : Made... The Movie - Emerson (téléfilm)
- 2010-2011 : Majeurs et mariés - Jessie Hill
- 2013 : Cult - EJ
- 2014-2017 : Saving Hope - 16 épisodes  - Dr. Sydney Katz[1] (saison 3, 4 et 5)
- 2016 : Flashback : Paige Briar
- 2017 : The Brave : Cassie Conner (saison 1 épisode 2)
- 2017 : Chicago Justice : Kerry Schmidt (saison 1 épisode 10)
- 2018 : Grace and Frankie : Jo
- 2018 : UnREAL : Robin Carr
- 2019 : Animal Kingdom : Tasmin
- 2019 - 2020 : Diggstown : Pam McLean
- 2021 : Superman & Lois : Leslie Larr
- Depuis 2021 : Virgin River (série télévisée) : Tara Anderson
- 2022 : Butlers in Love : Emma
- 2023 : The Spencer Sisters (série télévisée) : Darby Spencer
- 2025 : New York, unité spéciale : substitut du procureur Camille Rourke (saison 26, épisode 17)